# Колосовский, Андрей Игоревич
Андре́й И́горевич Колосо́вский (род. 12 мая 1956) — советский и российский дипломат. Чрезвычайный и полномочный посол (1992).

## Биография
Окончил МГИМО МИД СССР (1978) по специальности «журналист-международник». На дипломатической работе с 1978 по 1996 год.
- В 1990—1991 годах — руководитель Политического департамента МИД РСФСР.
- С 18 июня 1991 по 16 сентября 1993 года — заместитель министра иностранных дел РСФСР, затем Российской Федерации[1][2].
- В 1991 году — специальный полномочный представитель России в США.
- В 1992—1993 годах — советник-посланник посольства России в США.
- С 19 октября 1993 по 11 декабря 1996 года — постоянный представитель России при Отделении ООН и других международных организациях в Женеве, наблюдатель при ВТО[3][4].
- В 1997—2001 годах — вице-президент, заместитель председателя Совета директоров компании Медиа-Мост.
- С 2002 года занимается частной консультационной деятельностью в области инвестиций и медиа-бизнеса.
- С 2004 года — член Правления группы компаний ЕСН, член Совета по внешней и оборонной политике (СВОП).
- В 2009—2018 годах — директор департамента по правовым, корпоративным вопросам и связям с государственными организациями Microsoft.

С 2016 года член Совета политической Партии Роста.

## Дипломатический ранг
Чрезвычайный и полномочный посол (1 февраля 1992).

## Семья
Разведён, имеет сына.